# کوبیلنیتسه (ناحیه کوتنا هورا)
کوبیلنیتسه (به چکی: Kobylnice) یک منطقهٔ مسکونی در جمهوری چک است که در ناحیه کوتنا هورا واقع شده‌است. کوبیلنیتسه ۲٫۳۶ کیلومتر مربع مساحت و ۱۹۰ نفر جمعیت دارد.